# Râul Glogoveanu
Râul Glogoveanu este un curs de apă, afluent al Râului Dâmbovnic. 